# Веревское (городской округ Химки)
Веревское — деревня в Московской области России. Входит в городской округ Химки. Население — 8 чел. (2010).

## География
Деревня расположена в центральной части Московской области, на северо-западной окраине округа, примерно в 22 км к северо-западу от центра города Химки.

## История
На карте 1766 г. значится под названием Веретово.
В середине XIX века в деревне было 14 дворов, где проживало 107 человек (54 мужчины и 53 женщины). Тогда деревня принадлежала статскому советнику Матвею Францовичу Томашевскому. По данным 1911 года в деревне было 22 двора, рядом находилось имение Ширяева. По данным переписи 1926 года в деревне было 28 дворов и 163 жителя (74 мужчины и 89 женщин).
В 1932 году в деревне был образован колхоз «Застрельщик», куда вступило 32 крестьянских двора с 185 едоками.
Во время Великой Отечественной войны большинство построек деревни было разрушено, уцелел только один дом.
В 1966 году в деревне 10 хозяйств и 26 жителей (9 мужчин, 17 женщин). По данным на январь 1998 года в деревне не было постоянного населения.
Официально зарегистрированное население по состоянию на 2006 год отсутствовало. По данным переписи 2010 года в деревне 8 жителей.
В 1994—2004 гг. Веревское входило в Кировский сельский округ Солнечногорского района, в 2005—2019 годах — в Лунёвское сельское поселение Солнечногорского муниципального района, в 2019—2022 годах  — в состав городского округа Солнечногорск, с 1 января 2023 года включено в состав городского округа Химки.

## Население
| 1852 | 1859 | 1890 | 1899 | 1926 | 1932 | 1966 |
| ---- | ---- | ---- | ---- | ---- | ---- | ---- |
| 124  | ↘107 | ↗118 | ↗139 | ↗163 | ↗185 | ↘26  |
| 1998 | 2002 | 2010 |      |      |      |      |
| ↘0   | →0   | ↗8   |      |      |      |      |